# Eucalyptus wandoo
Eucalyptus wandoo is een groenblijvende boom uit de mirtefamilie (Myrtaceae). De soort komt van nature voor in het zuidwesten van West-Australië. Hij wordt tot 30 meter hoog. In Australië wordt de boom doorgaans de 'wandoo' of de 'white gum' genoemd. 'Wandoo' is de aboriginesnaam voor de boom en de meest gebruikte.

## Kenmerken
Eucalyptus wandoo kan tot 30 meter hoog worden maar wordt meestal niet hoger dan 20 meter. De boom kan goed tegen de droogte want hij maakt gemakkelijk wateropslag aan.
De schors vervelt en is grijs en wit gevlekt.
De jonge blaadjes groeien tegenoverstaand in drie of vier paren. Ze zijn 6-9 × 3-6 cm groot. Ze zijn breed lancetvormig tot eirond of driehoekig, hartvormig aan de basis, koolblauw, leerachtig en gesteeld. De volwassen bladeren groeien verspreid. Ze zijn 9-15 × 2-3,5 cm groot, lancetvormig, leerachtig en hangen aan een stengel. De nervatuur is opvallend. De zijnerven liggen in een hoek van 40° tot 50° tot de middennerf.
De wandoo bloeit van oktober tot december, soms van april tot juni en brengt een hoogwaardige honing voort. De knoppen zijn 10-20 × 5-6 mm groot en staan op stengels. De bloem groeit op een 9 tot 15 mm lange okselstandige stengel. Ze bestaat uit een vier- tot tienbloemig scherm. Het operculum is vogelbek- tot hoornvormig en anderhalve keer zo lang als de cilindrische bloembodem.
De vrucht is 7-10 × 5-8 mm groot op een korte stengel. Ze is peer- of smal peervormig.

## Habitat
De wandoo komt van nature voor in het zuidwesten van West-Australië. Hij groeit op granieten kleibodems, tot 300 meter boven de zeespiegel.

## Taxonomie
De wandoo werd voor het eerst beschreven door William Blakely in 1934. De naam is aborigines van afkomst. De Nyungah Aborigines noemden de boom ook nog de wornt, dooto, wando en warrnt.
Er zijn twee ondersoorten:
- E. wandoo subsp. pulverea (Brooker & Hopper 1991), de schors is poederig en de takken zijn koolblauw.
- E. wandoo subsp. wandoo (Blakely 1935), de schors in niet poederig en de takken zijn niet koolblauw.

## Gebruik
De Nyungah gebruikten delen van de boom als medicijn. De bladeren werden geplet tot een antibacteriële pap. Ze werden ook gebruikt in stoomputten of verkreukeld en onder de neus gehouden. De gom werd geplet tot zalf voor ontstekingen. Ze werd ook gegeten om dysenterie te milderen.
De Nyungah maakten een zoete drank uit een aftreksel van de bloemen. De zoete en sappige buitenste delen van de wortels werden afgeschraapt en opgegeten.
Het hout werd later commercieel verwerkt. De schors en het hout werden samengeperst om er een dure tannine aan te onttrekken. Het hout werd ook gebruikt om er dwarsliggers, palen en vloeren van te maken.

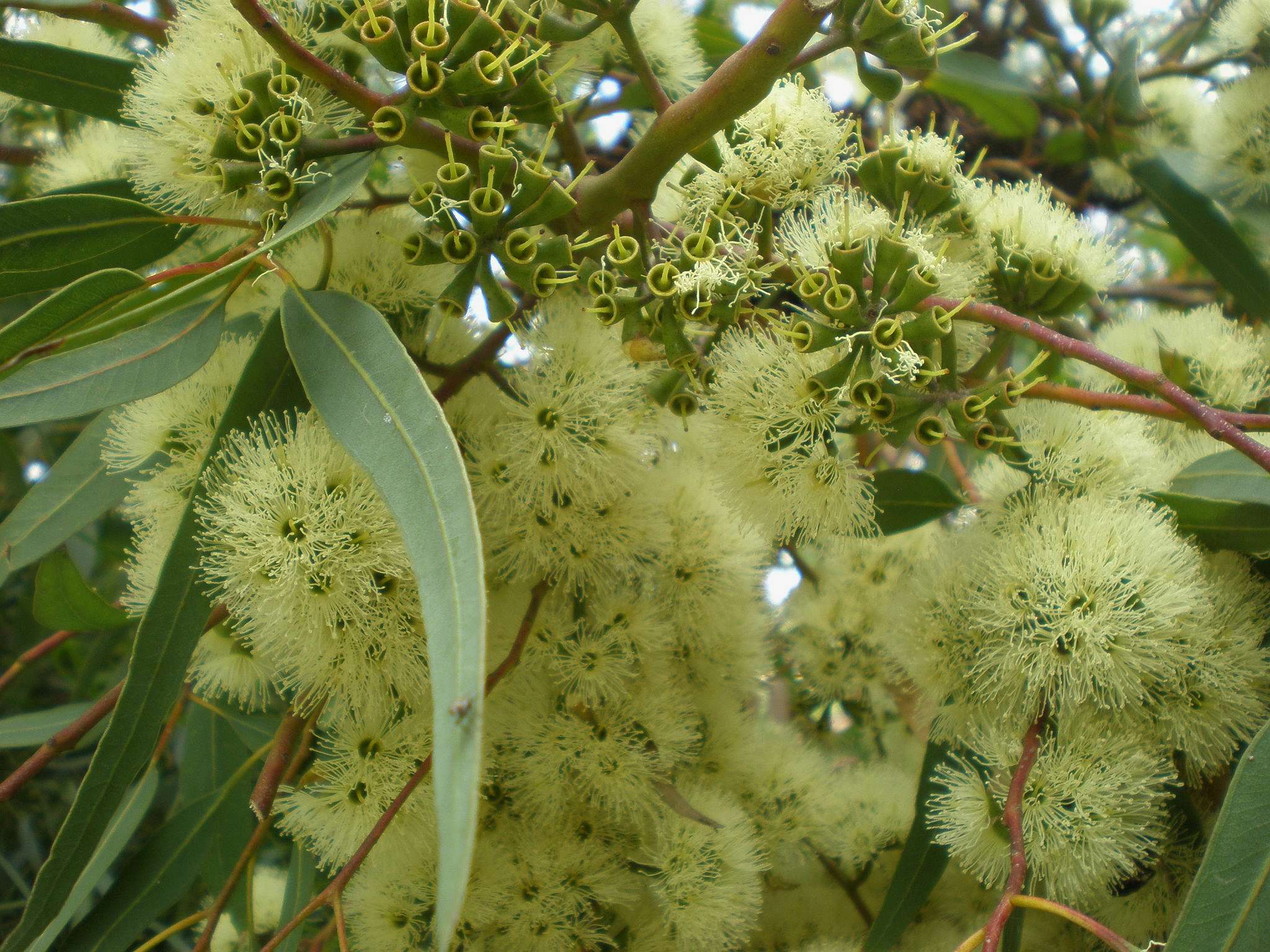
bloem en vrucht
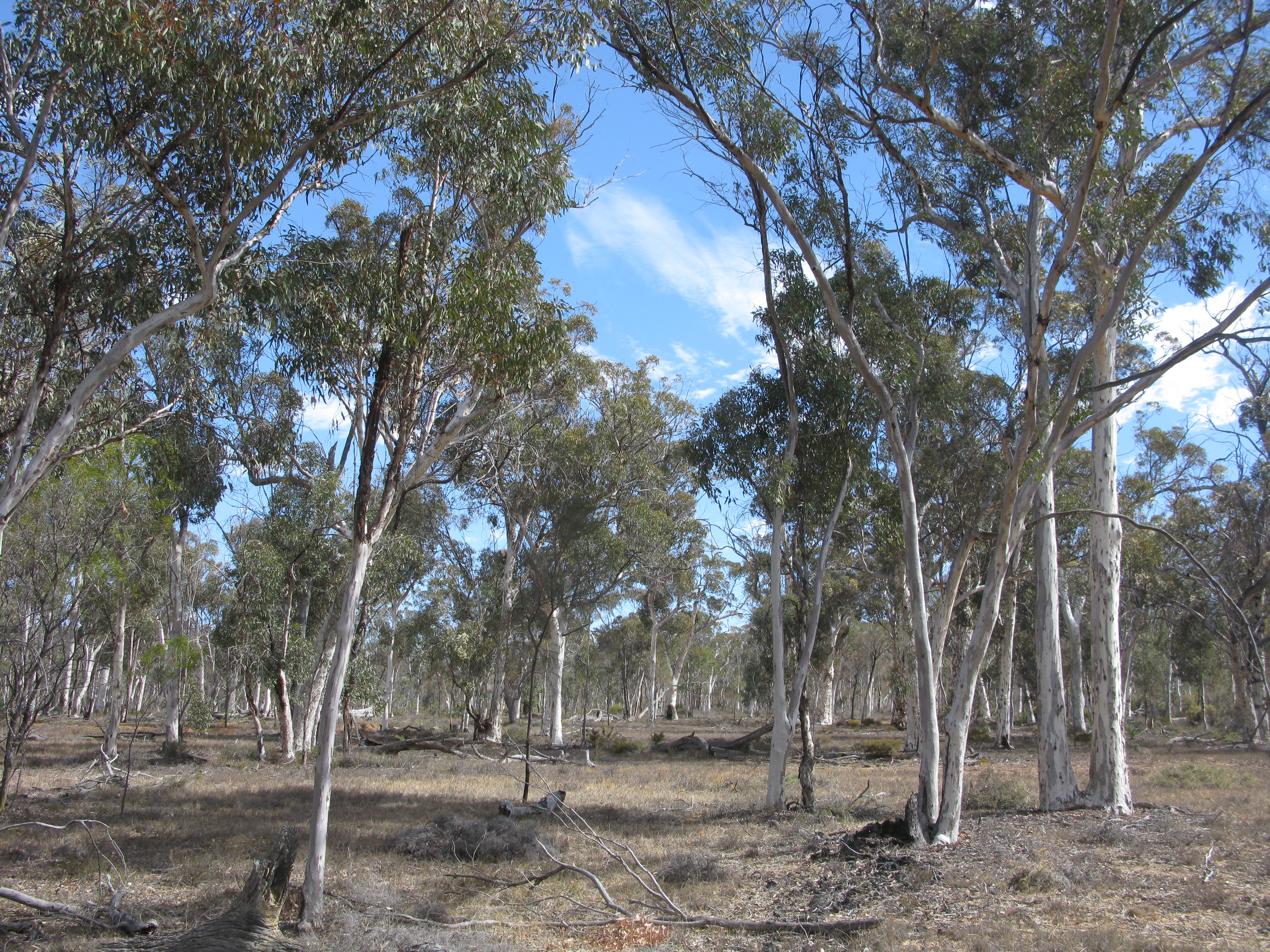
wandoo 'woodland'
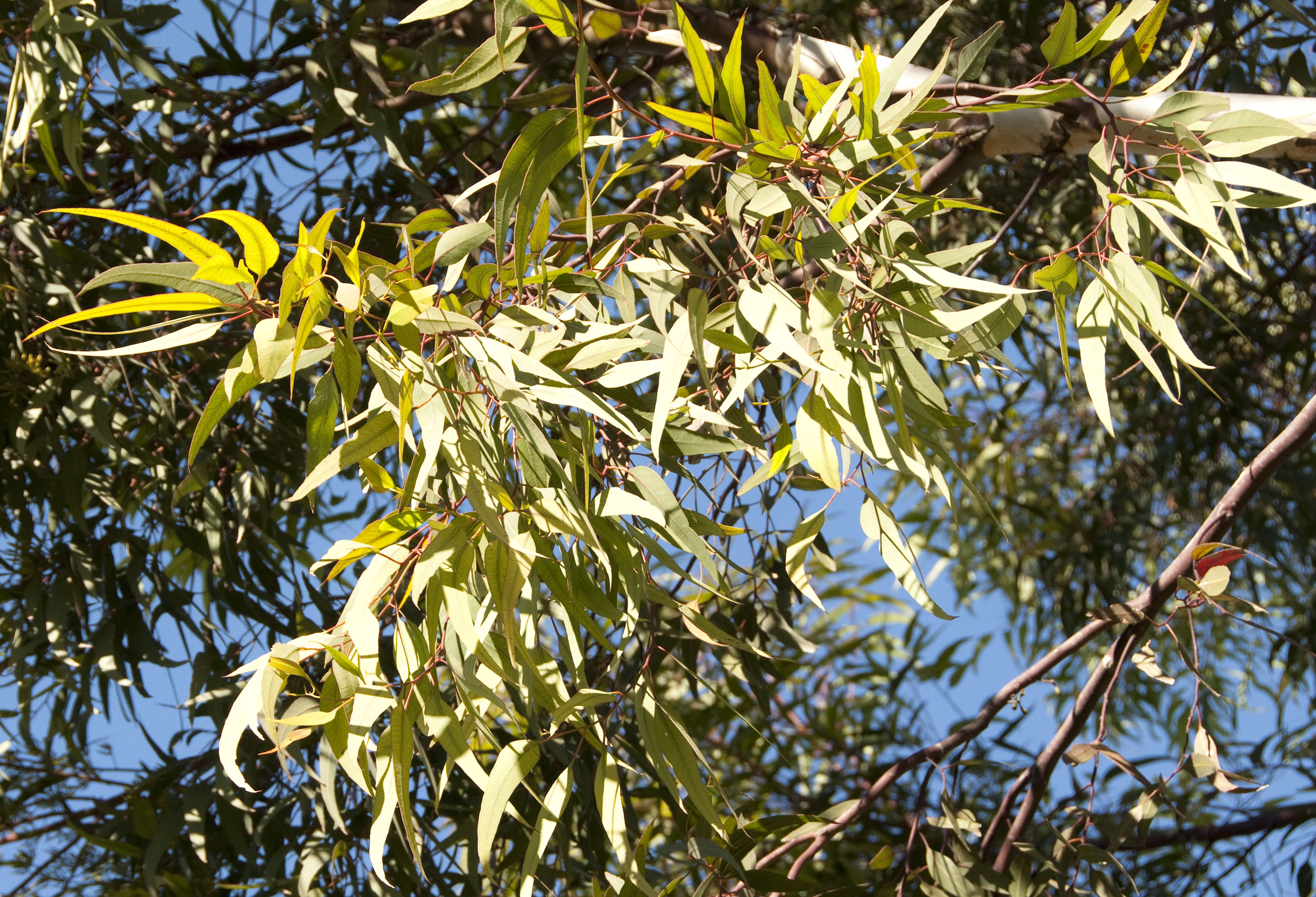
bladeren
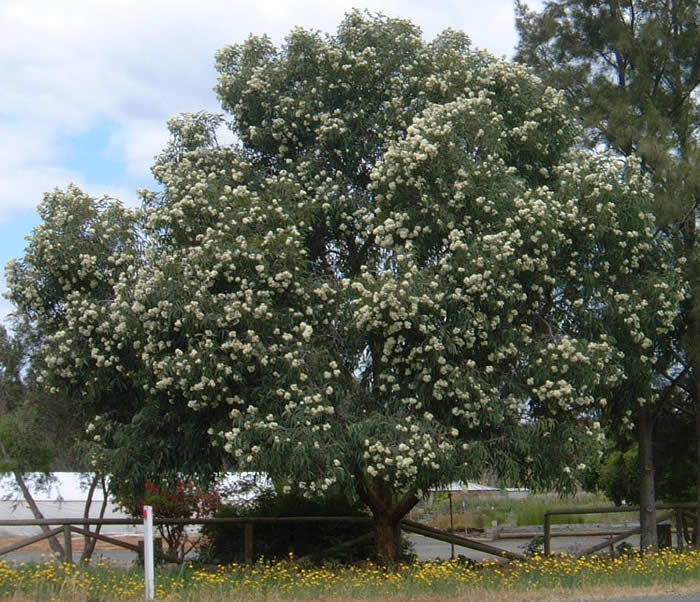
boom
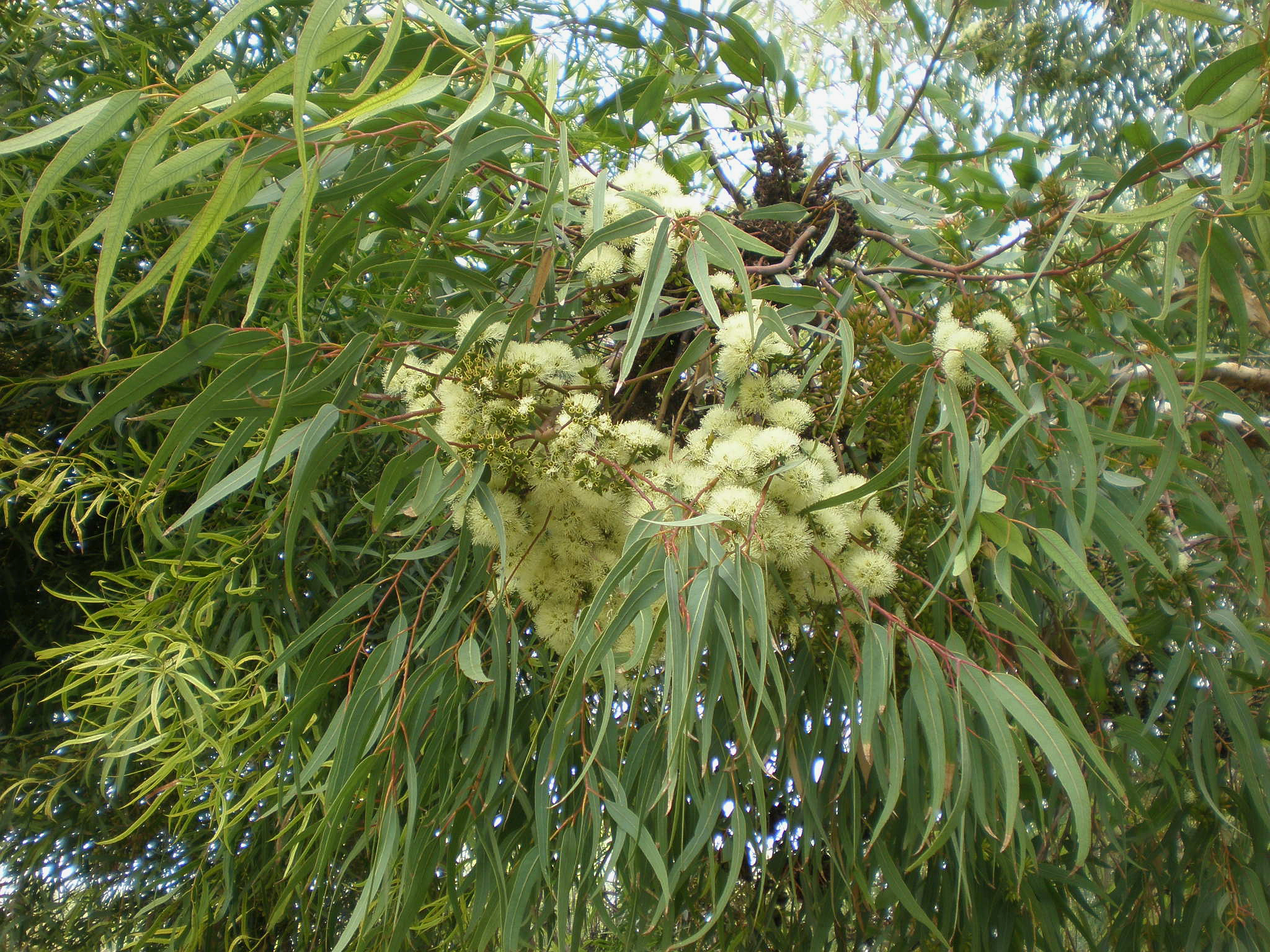
bloem en blad

... · 
E. brevistylis · 
E. camaldulensis · 
E. diversicolor (Karri) · 
E. erythrocorys · 
E. eudesmioides · 
E. globulus (Blauwe gomboom) · 
E. gomphocephala · 
E. guilfoylei · 
E. gunnii (Cidergomboom) · 
E. jacksonii · 
E. loxophleba · 
E. marginata (Jarrah) · 
E. rudis · 
E. viminalis (Suikereucalyptus) · 
E. wandoo (Wandoo) · 
...